# Kur (mitológia)
Kur (KUR, ékírással 𒆳, GIN3) a sumer mitológia legendás őshazája, a sumerek eredetmítoszainak földrajzi jelzője, ahol Meluhha volt. Alapvető jelentése „hegy”, „hegység”, utal arra a ma már régészeti ténynek tekintett sumer migrációra, amellyel a sumerek valamelyik hegyvidékről Mezopotámia területére érkeztek. KUR helye ismeretlen, lokalizálására nagyon sok elmélet létezik. Amikor nem mitikus témában használják, akkor a Sumertől keletre fekvő Zagrosz megnevezésére használták. Átvitt értelemben „idegen földet” is jelent. Mitológiai szövegekben ezzel ellentétesen éppen Sumert, az otthont jelenti, kiterjesztett értelemben az egész világot.
A KUR rendkívül sok jelentésű szó. A KI (𒆠) fogalom – amely közvetlenül földet jelent (egyben Ki istennő neve) – mellett a KUR.GAL (𒆳𒃲), azaz „Jó Föld” magát Sumer országát is jelenti. A KUR.GAL ugyanakkor „nagy hegy” is. Az Ékur „hegyi templomot” jelent. Alkalmazhatták az „alvilág” megjelölésére is, a „halottak otthona” értelemben.
A KUR utóbbi értelme a KI.GAL („Nagy Föld”, 𒆠𒃲) összetétellel is megegyezik, ez jelenik meg Ereskigal nevének etimológiájában.
Az ékírásban használatos jele szójelként is alkalmazható, ugyanakkor determinatívumként állam vagy territórium nevének egyértelműsítésére használták. A KUR.URU (𒆳𒌷) kifejezés regionális, országos jelleget takar. Ugyanezzel a jellel írták a GIN3, hegy, hegység, hegyek jelentésű szót is. Asszír kiejtése mât, a jelet a hettiták is használták, de a hettita nyelvben hangértéke egyelőre nem ismert.
A KUR legfontosabb jelentései:
- égni, fényleni (= óakkád napāḫu – megütni, fénylik, emelkedik)
- alvilág, föld, ország, hegy, hegyek, kelet, keleti ember, keleti szél (= óakkád erşetu – föld, mātu – föld, vidék, šadû (= GIN3) – hegy, hegyek, a mitikus sumer őshaza) írásban ezek a jelentések a sumer IDIM és KIR5 jellel () is szerepelhetnek.

Közel azonos hangalakú, de eltérő jelentésű a KUR2-vel (= különböző, idegen, ellenséges, ellenséggé válni, változó, akkád nakāru és šanû) – ezt a GUR jelével is írhatták –, a kur4–kur8 szótagokkal, és a KUR9 (= KU4, belépni, óakkád erēbu) szavakkal. Valószínűleg „kur” kiejtése van a kurx(DU) és a kurx(LIL) szavaknak is.